# Abbaye de Saint-Pierre-sur-Dives
Pour les articles homonymes, voir Abbaye Saint-Pierre.
L'abbaye Notre-Dame de Saint-Pierre-sur-Dives est un ancien monastère bénédictin, fondé au XIe siècle à Saint-Pierre-sur-Dives, aujourd'hui dans le département du Calvados, en région Normandie. C'est un des ensembles les plus complets de l'architecture monastique en Normandie.
L'ancienne abbaye est classée aux monuments historiques.

## Localisation
L'abbaye est située sur le territoire de Saint-Pierre-sur-Dives commune déléguée de la commune nouvelle de Saint-Pierre-en-Auge, dans le département français du Calvados.

## Historique

### La fondation

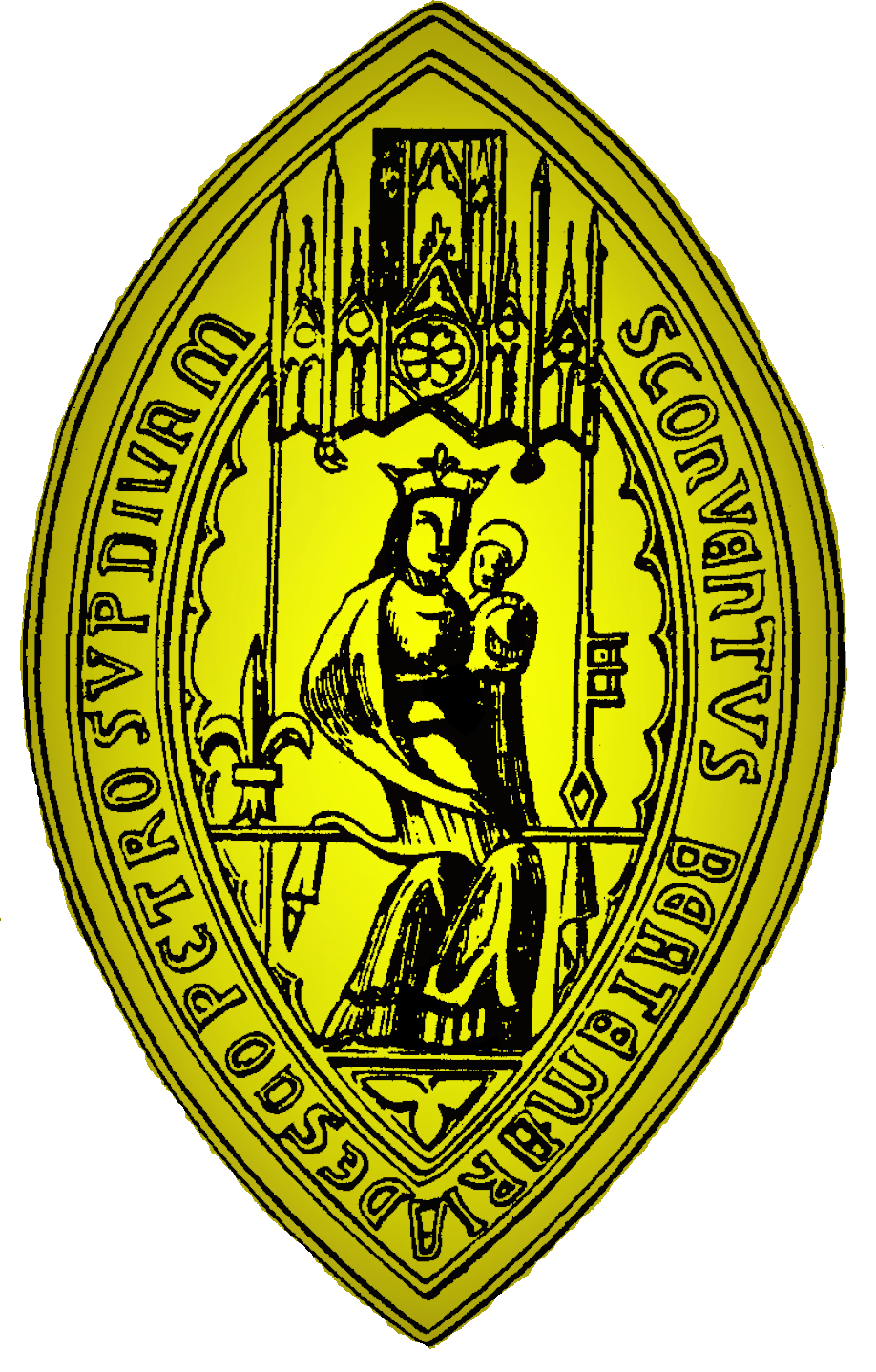
Sceau en bronze de l'abbaye de Saint-Pierre-sur-Dives.

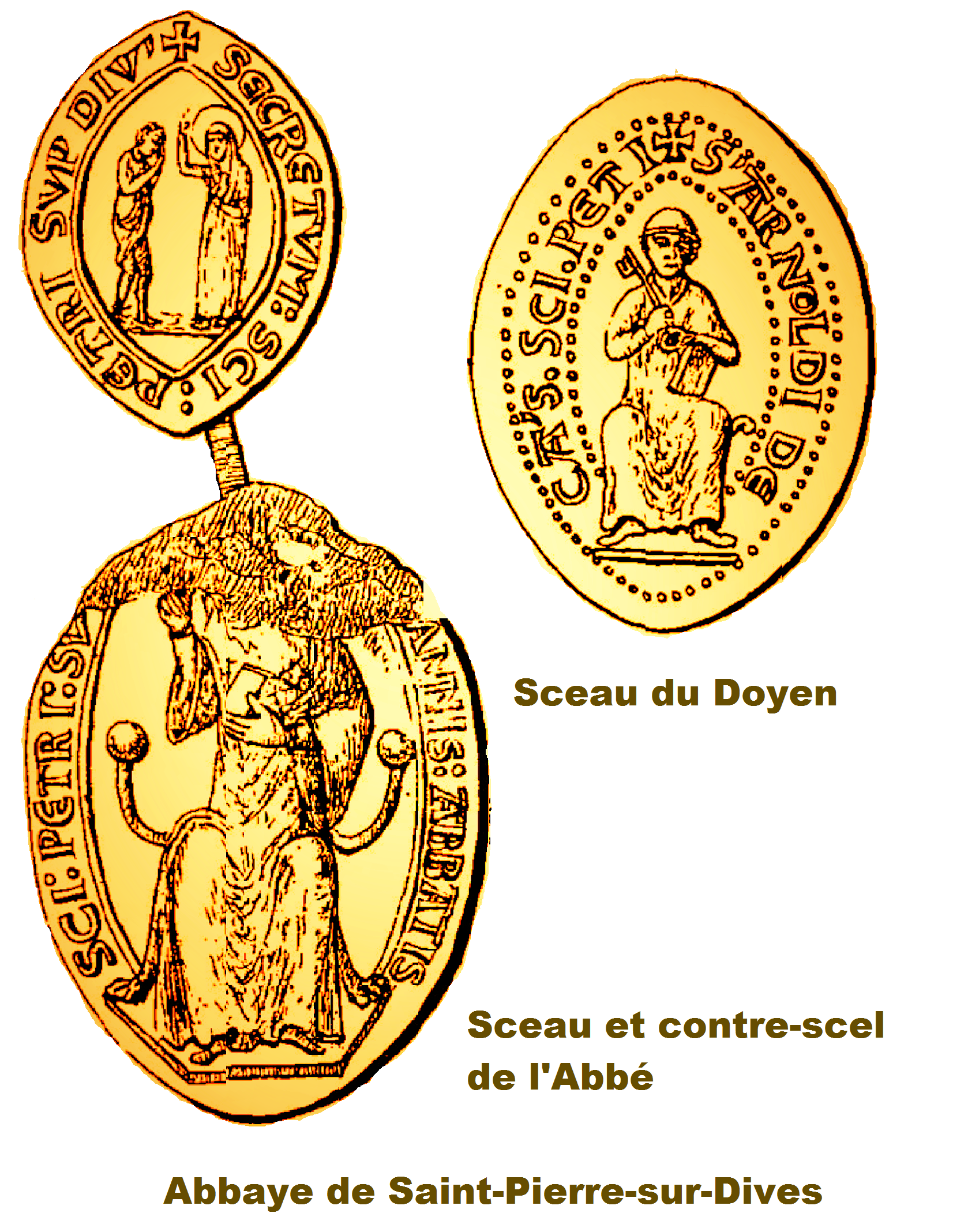
Sceau et contre-scel de l'abbé Jean et sceau du doyen de l'abbaye de Saint-Pierre-sur-Dives.

L'abbaye de Saint-Pierre-sur-Dives est parfois appelée Notre-Dame de l'Épinay et en latin Beatæ Mariæ S. Petri supra Divam ou B. Maria supra Divam.
Au hameau de l'Épinay, premier nom du village, existait déjà une église sous le patronage de saint Pierre, pillée par les Vikings.
L'abbaye est fondée par la comtesse Lesceline, veuve du comte Guillaume d’Eu, frère du duc de Normandie Richard II. Elle y installe des religieuses bénédictines puis les transfère à Saint-Désir, près de Lisieux en 1046, et installe des moines bénédictins de Jumièges sous la direction d'Ainard, le premier abbé. Lesceline meurt à l'abbaye en 1058. Sa dépouille est enterrée dans l'église abbatiale ; elle s'y trouve toujours.
La première église est consacrée le 1er mai 1067 en présence du nouveau roi d’Angleterre, Guillaume, duc de Normandie, neveu de la comtesse qui avait placé son établissement sous sa haute protection. Brûlée en 1106, elle est reconstruite, puis quasiment achevée sous l’abbatiat de l’abbé Haimon à la fin de la première moitié du XIIe siècle.
De l’édifice originel d'Haimon, il ne reste que la tour Saint-Michel.

### XIIIesiècle
En 1280, un accord avec le roi Philippe le Hardi donne la moitié de la haute et de la basse justice de Saint-Pierre à l'abbaye qui devient un comté.
Des travaux sont réalisés au cours du XIIIe siècle car l'abbaye se développe. Les religieux font bâtir une halle à Saint-Pierre-sur-Dives afin d'y établir des foires et des marchés. Ils se heurteront souvent avec les seigneurs de Tancarville qui tiennent le marché de Mézidon et les concurrencent fortement. Déjà en 1191, par un accord passé avec Henri de Nonant, seigneur d'Écots, l'abbaye se trouvait associée à la gestion de la foire de Saint-Georges-en-Auge et en percevait une partie des revenus.

### XIVesiècle
Les marchés sont l'objet de procédures pendant encore cinquante ans. En 1337, devant le bailli de Rouen, l'abbé Jean finit par trouver un accord avec Jean de Orlévy, seigneur de Tancarville. L'intégralité de cet accord nous est parvenu sous forme d'une copie collationnée le 23 novembre 1616 à partir d'un original détenu par les religieux de Sainte-Barbe.
En 1470, l'abbaye est mise en commende et l'abbé Guillaume II Guérin est son premier abbé commendataire.
En 1487, lettre du roi Charles III en faveur de l'abbaye contre des particuliers qui veulent établir des tanneries sur la rivière de Vie.

### XVIesiècle
Au XVIe siècle, l'église, en très mauvais état, est complètement reconstruite par l’abbé Jacques de Silly. L'abbaye possède de nombreuses terres et des moulins, gère des dîmes et reçoit des donations de propriétaires et nobles de la région. Il nous est parvenu une archive mentionnant une clameur de haro lancée en 1527 par Jacques de Silly, abbé de Saint-Pierre-sur-Dives, à l'encontre de religieux du prieuré de Sainte-Barbe-en-Auge qui contestaient les droits sur le marché et la foire de Mézidon détenus par sa communauté. L'abbaye doit rappeler l'accord de 1337 pour justifier de ses droits de revenus.
En 1562, sous l'abbatiat du cardinal Charles Ier de Bourbon, l'abbaye est pillées et en partie détruite par les protestants.

### XVIIesiècle

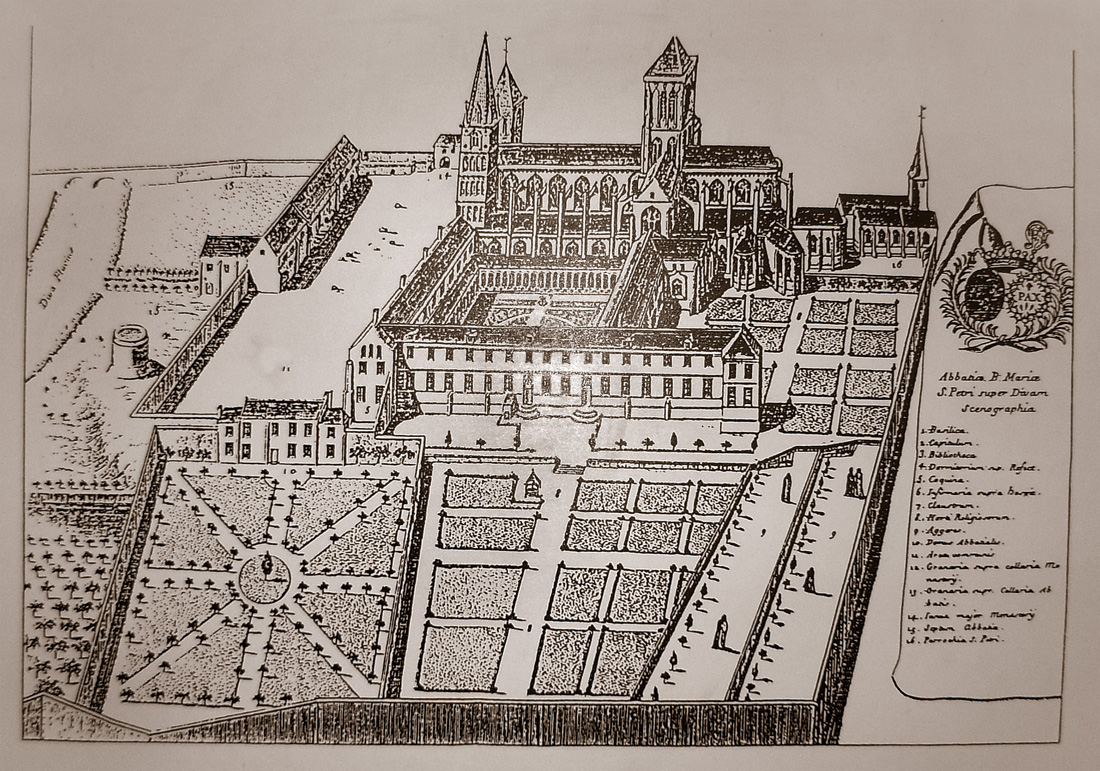
Vue de l'abbaye de Saint-Pierre-sur-Dives au XVIIe siècle.

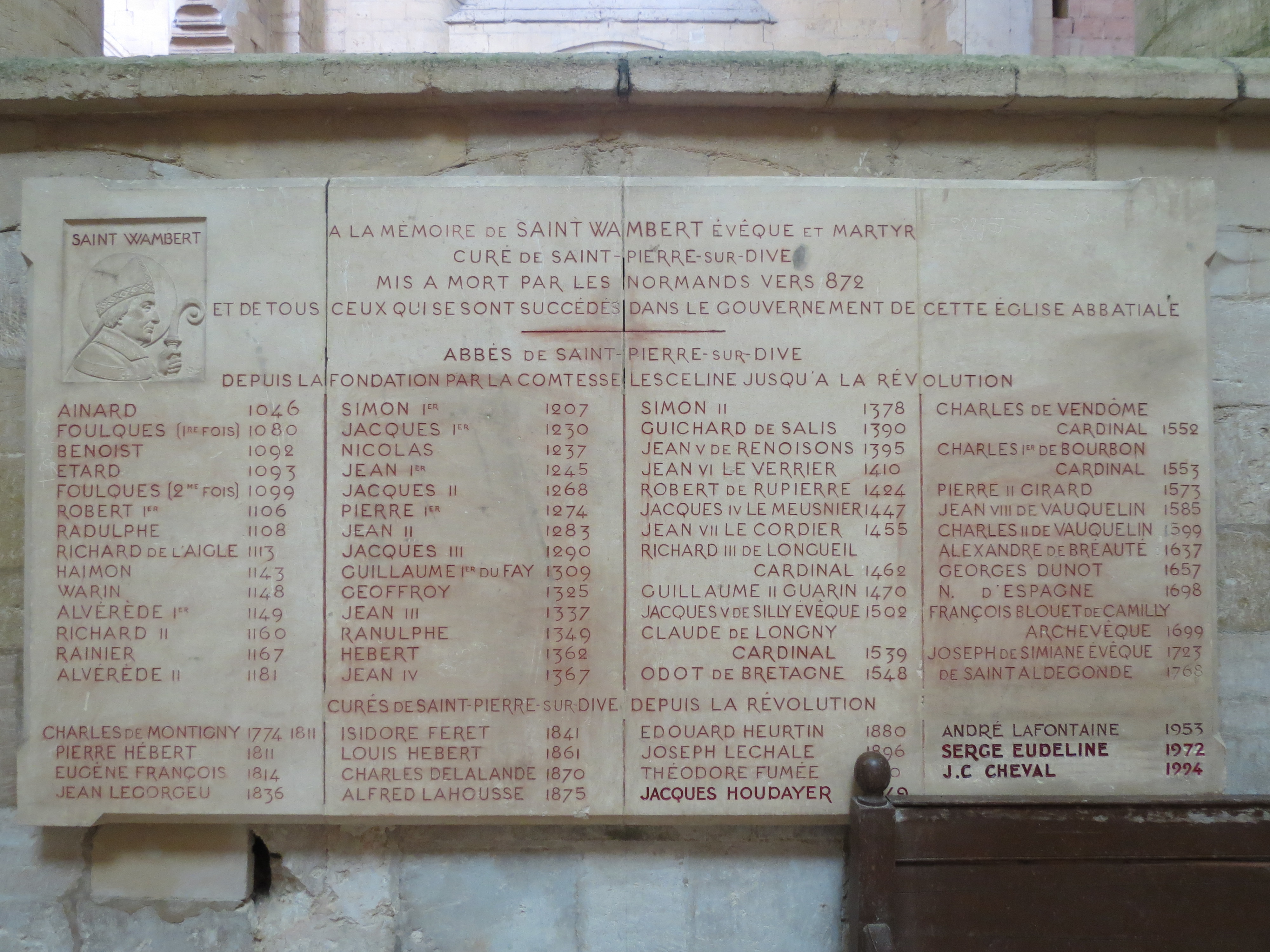
Plaque dans l'abbatiale de la liste des abbés et des curés de Saint-Pierre-sur-Dives.

En 1642, les religieux de Saint-Pierre-sur-Dives obtiennent du roi le droit de tenir dans leur bourg quatre nouvelles foires. Deux d'entre elles étant un peu trop proches dans le temps de foires qui se tenaient « d'ancienneté » à Falaise, l'abbé Alexandre de Breauté est amené à s'accorder avec les bourgeois et habitants de la ville concurrente, pour que leurs dates soient sensiblement modifiées. Ainsi, pendant plusieurs siècles, les différentes abbayes de la région (dont celle de Troarn), les bourgeois des villes concernées et les seigneurs locaux doivent souvent négocier les dates des marchés afin de protéger leurs intérêts.
En 1666, l'abbé Georges Dunot réunit l'abbaye à la congrégation de Saint-Maur.
Les bâtiments conventuels ainsi que le carré du cloître sont reconstruits dans le style classique, à partir de 1667. Les travaux s'étaleront jusqu'au XVIIIe siècle.

### XVIIIesiècle
Au XVIIIe siècle, le cloître est à nouveau partiellement démoli.

### Révolution française
À la Révolution, la mise en vente provoque le morcellement des bâtiments conventuels et leur transformation en appartements.

### XXesiècle
En 1987 s'est ouvert, dans les bâtiments conventuels, le musée des techniques fromagères, comprenant une bibliothèque et un centre de documentation, des salles d'expositions temporaires, des salles de conférences et de projections. La salle capitulaire, restaurée, abrite des expositions.

### De nos jours
Depuis quelques années, la ville procède au rachat progressif des bâtiments conventuels, partagés entre plusieurs propriétaires depuis la Révolution. Une partie a déjà été rénovée et abrite la bibliothèque et l’office de tourisme. L'exposition des techniques fromagères, l'abbatiale et le cloître se visitent de 9 h 30 à 12 h et de 14 h 30 à 18 h. L'église ne se visite pas pendant les services religieux.

## Le temporel

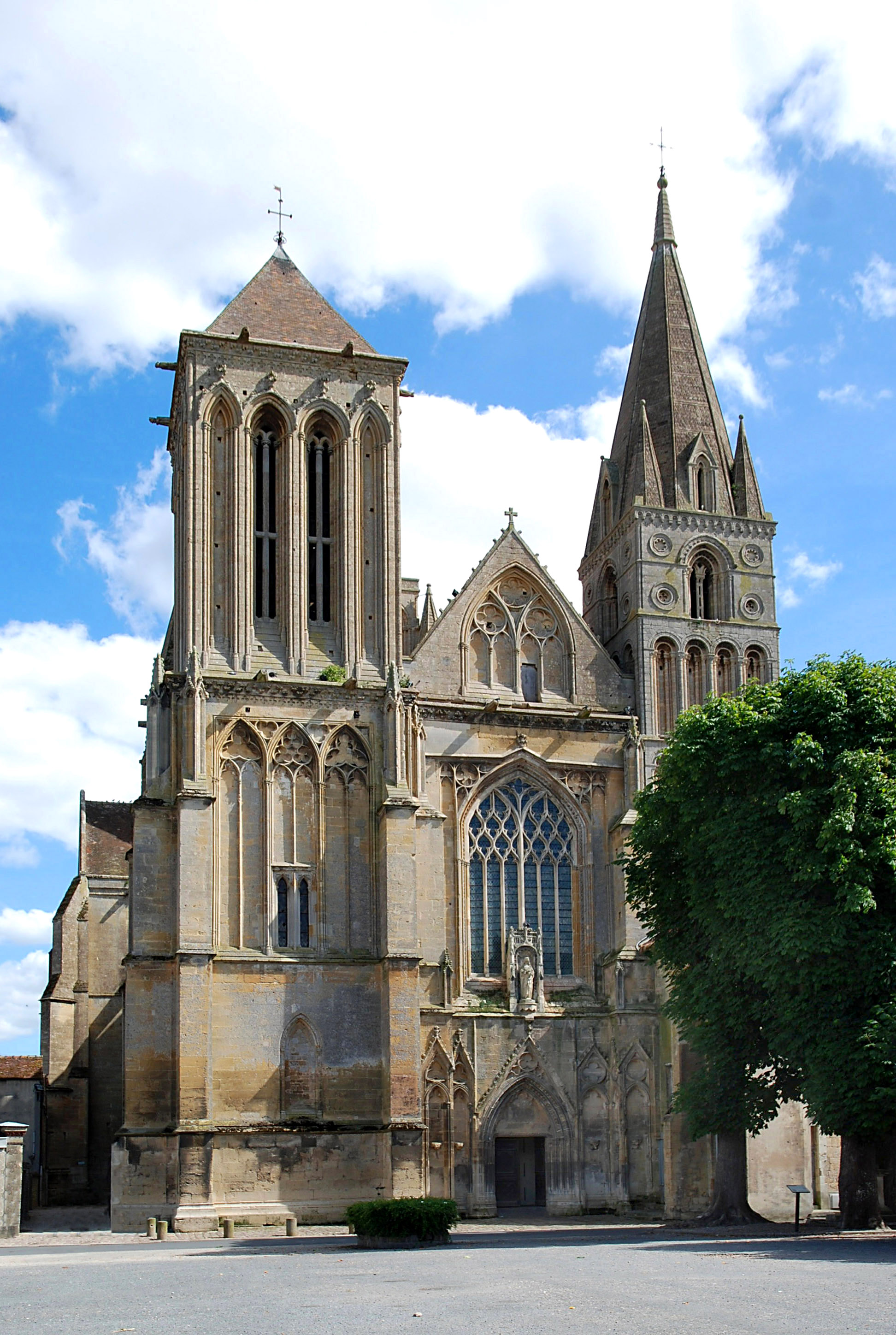
Abbaye de Saint-Pierre-sur-Dives, façade.

Lesceline, la fondatrice de l'abbaye donne le bourg et la campagne de Saint-Pierre depuis la Dives jusqu'à la rivière Vie, avec les dîmes, les bois, les plaines, les moulins, les près, les hommes, les corvées et les revenus qui y sont attachés. L'abbaye est un comté avec la haute et la basse justice.
L'abbaye possède quelques terres au Tréport, Berville, Norrey, Fresney, les églises de Saint-Nicolas de Silly, Aunou-le-Faucon, Bonneval, le Pin, Saint-Loyer.
Dans le diocèse de Lisieux, l'abbaye a les patronages des églises de Saint-Georges-en-Auge, Saint-Michel-de-Livet, Vieux-Pont, Boissey, Mittois, Notre-Dame-de-Fresnay, la Gravelle, Sainte-Marguerite-de-Viette, Saint-Aubin-sur-Algot, Neuville-sur-Touques, dans le diocèse de Sées, les patronages des églises de Neuvy-en-Houlme, Fresnay-le-Buffard, Pons, Hiéville, Carel, Morières, Fel.
Dans les chartes qui sont conservées, on trouve des dîmes à Morières, moulin de Morteaux, des rentes à Castillon, Sainte-Marguerite-de Viette, Saint-Georges-en-Auge, Saint-Pierre-sur-Dives, Boissey, des terres à Morières, Berville, Boissey, des maisons à Berville, Saint-Pierre-sur-Dives, le patronage de Morteaux, des redevances à Castillon, Vieux-Pont, Sainte-Margueritte-de-Viette, Berville et un don à Grisy.
L'abbaye possède l'une des plus grandes fermes de la région, le Rocreux à Berville, 43,3 hectares, loués 290 livres en 1699.

## Description

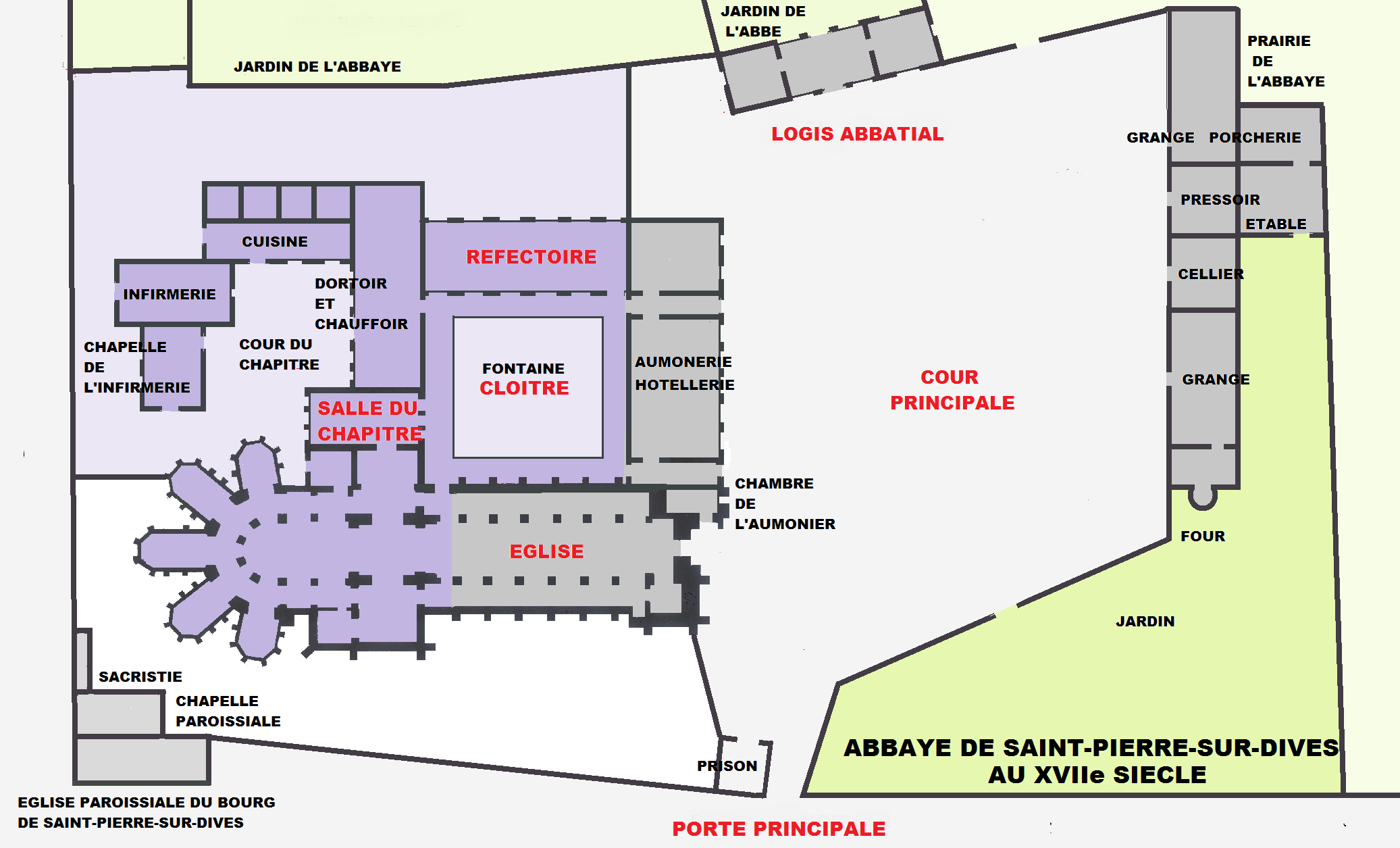
Plan de l'abbaye de Saint-Pierre-Sur-Dives au XVIIe siècle.

Pour comprendre l'organisation générale de l'abbaye de Saint-Pierre-sur-Dives, on dispose du plan de 1666, la gravure du Monasticon Gallicanum du XVIIe siècle qui semble correspondre au plan sauf au bas de l'image où l'artiste a pris quelques libertés avec la forme de la cour principale et des jardins, un plan du XIXe siècle et le cadastre napoléonien de 1834 qui montre le parcellaire et le découpage des bâtiments.
Située à l'est de la Dives, l'abbaye est close de murs. Dans l'angle nord-est, une petite église et une chapelle sont réservées au culte des paroissiens du bourg de Saint-Pierre-sur-Dives.
Au nord, l'entrée principale s'ouvre sur la grande cour accessible aux hôtes et convers, avec la partie de l'église réservée aux visiteurs, l'hôtellerie, l'aumônerie et la chambre de l'aumônier. Le logis de l'abbé et son jardin sont au sud, les locaux de fonctionnement : granges, cellier, four à pain, pressoir, porcherie et étables sont à l'ouest, près des prairies. Près de l'entrée principale, une prison rappelle que l'abbaye possède la haute justice et la basse justice.
Les bâtiments réguliers avec le chœur de l'église et les stalles des religieux s'ouvre au sud sur le cloître avec une fontaine, à l'est avec des arcades sur la salle capitulaire, le dortoir et le chauffoir, au sud sur le réfectoire. Des locaux de service, cuisine, infirmerie s'ouvrent sur la cour de la salle du chapitre.

### Église

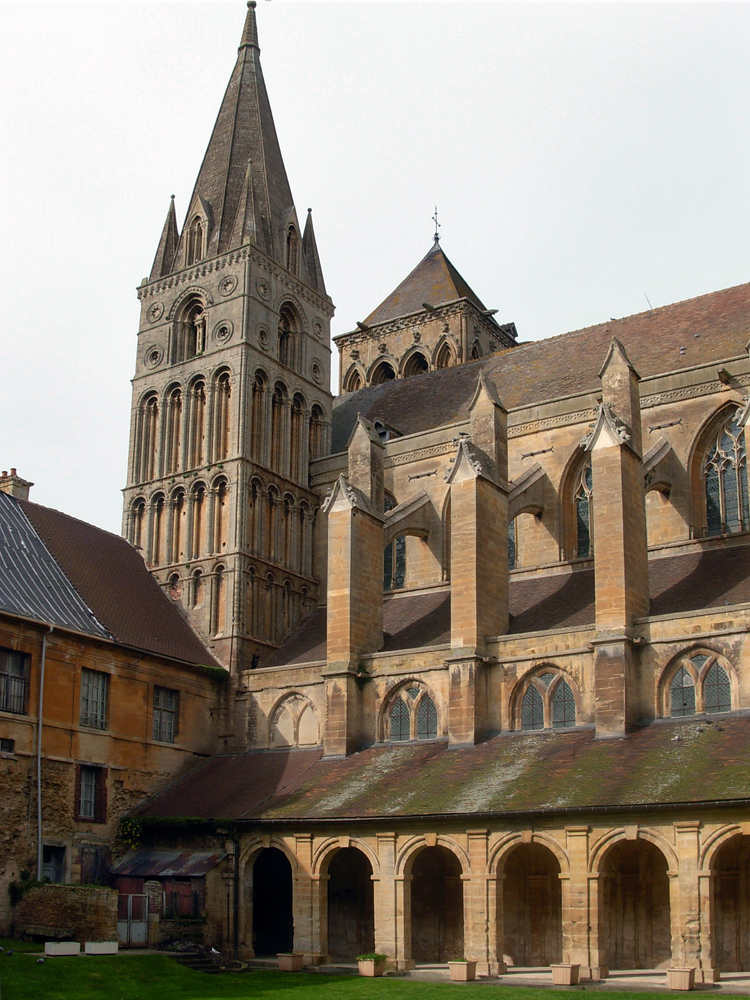
Abbaye de Saint-Pierre-sur-Dives. Tour Saint-Michel et cloître côté sud.

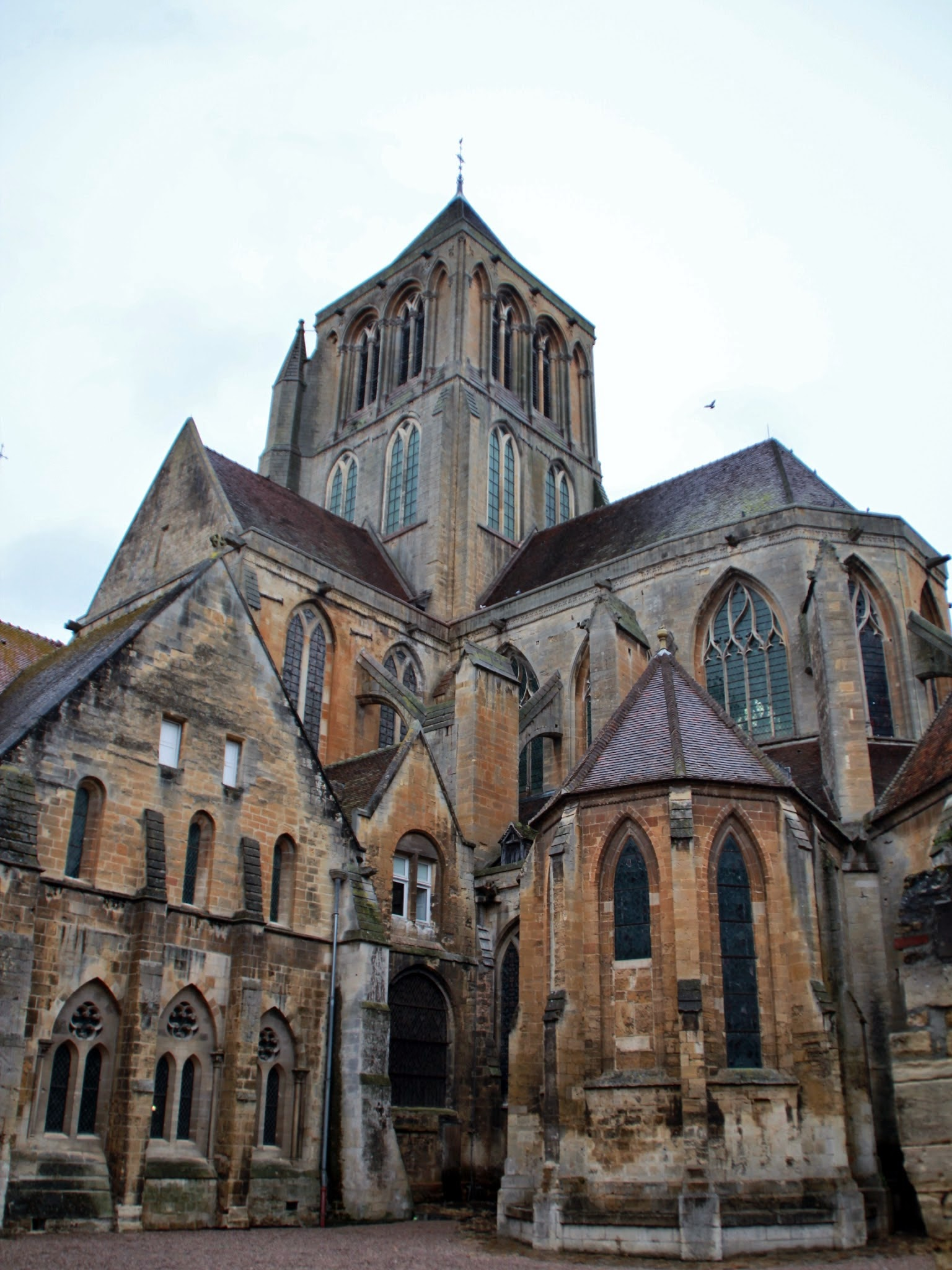
Abbaye de Saint-Pierre-sur-Dives, abside.

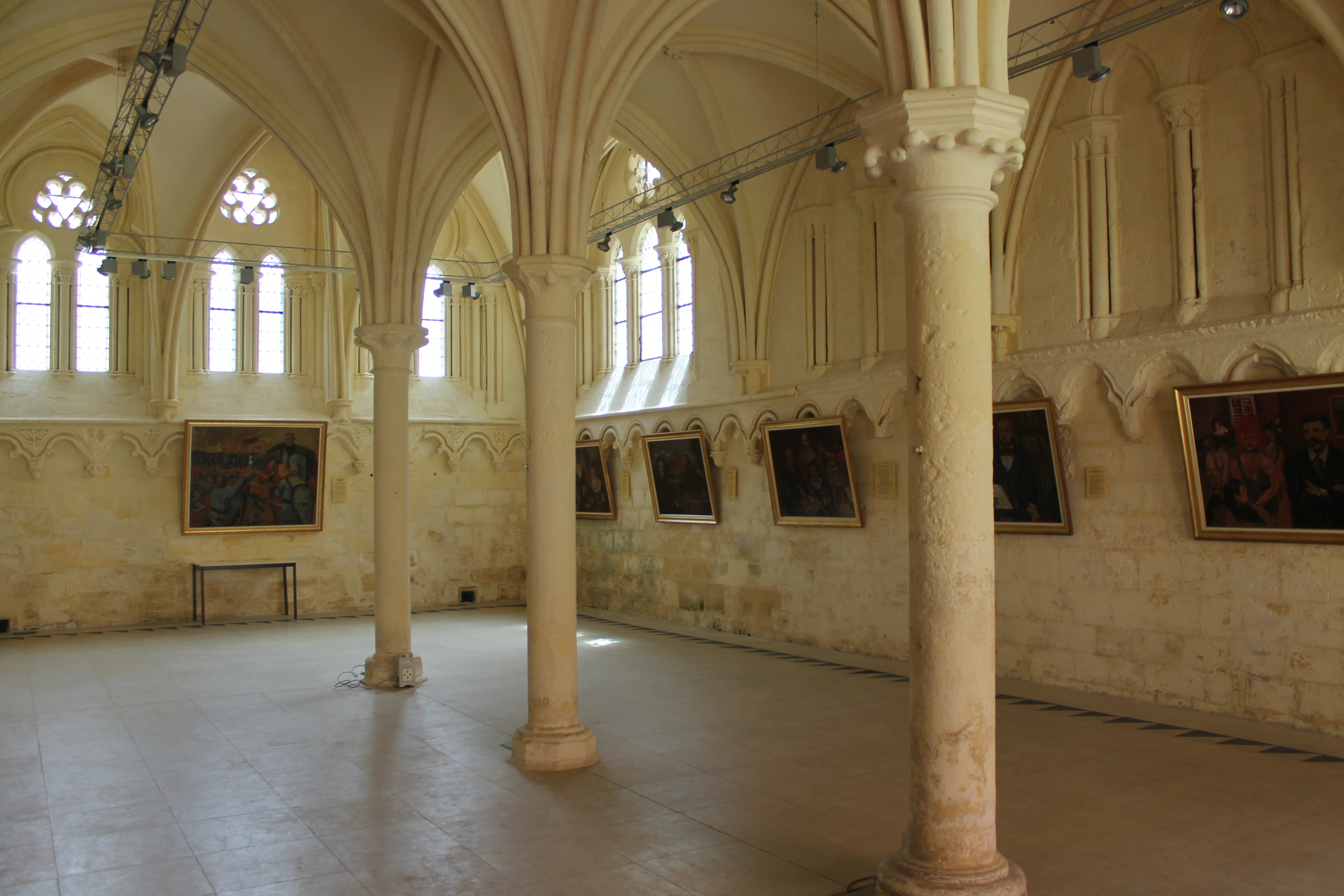
Abbaye de Saint-Pierre-sur-Dives, salle capitulaire.

Église abbatiale Notre-Dame XIe – XIIIe siècles (MH). XIVe siècle au nord et percée d'une verrière XVe siècle, nef avec collatéraux XIIe – XIIIe siècles à élévation à trois étages voûtée fin XVe siècle, transept avec bases XIe siècle.
Chœur XIIIe – XIVe siècles avec stalles XVIe siècle, où l'on peut voir les armes de l'abbé Jacques de Silly, qui les fit construire : « d'hermine à la fasce vivrée de gueules, surmontée en chef de trois tourteaux de même ». À l'entrée du chœur, plaqués sur les piliers du carré du transept, obélisques ornés en bas relief des attributs de la liturgie et de la musique.
Autel bénédictin avec antependium en bois sculpté et doré fin XVIIe siècle, console bois et marbre XVIIIe siècle, Christ en bois polychrome, six chandeliers en bronze, stalles et boiseries début XVIe siècle.
Des vitraux modernes relatent l'histoire de Saint-Pierre-sur-Dives.
Dans l'abside à cinq pans rayonnent cinq chapelles :
- Dans la chapelle axiale : retable en pierre fin XVIIe siècle, Vierge à l'Enfant XVIIe siècle dite Notre-Dame de l'Epinay.
- À droite de la chapelle axiale, chapelle avec retable XVIIe siècle orné de cariatides et restes de peintures murales XVIe siècle.
- Chapelle avec retable XVIIIe siècle avec statue de saint Roch en terre cuite et ensemble de boiseries XVIIIe siècle.

Dans le déambulatoire : deux toiles naïves XVIIe – XVIIIe siècle (le Miracle de saint Wambert et Procession de reliques devant l'abbatiale).

Transept : le Songe de Jacob début XVIIe siècle, Christ XVIIIe siècle, armoire et confessionnal XVIIIe siècle.

Autel du transept nord : bas-relief (deux angelots tenant un cartouche orné du Christ portant sa croix en pierre début XVIe siècle, classé à l'inventaire des monuments historiques en 1907) et la Vierge et saint Jean statuettes en pierre polychrome XVIe siècle, chaire XVIIIe siècle, tambour de porte XVIIIe siècle (classé à l'inventaire des monuments historiques en 1862).
À l'extérieur, statue de Vierge XVIe siècle.
La façade, entre les deux tours, comporte une porte en bois à deux vantaux posée en 1719.
Particularité : dans une plaque de cuivre remplaçant un des carreaux, est percé un trou, le « gnomon ». Il laisse passer les rayons solaires qui, à midi, éclairent selon l’époque, tel ou tel signe zodiacal.
Les premiers classements à l'inventaire des monuments historiques datent de 1862.

### Cloître
Protégé monument historique, le cloître ne présente plus que la galerie nord datant du milieu du XVIIIe siècle. En complément, la galerie à l'est a été partiellement reconstruite il y a quelques années.

### Salle capitulaire
Protégé monument historique, elle date du XIIIe siècle. Belle construction gothique de type ogival, cette ancienne salle du chapitre date de la première moitié du XIIIe siècle. Les moines s'y réunissaient pour les affaires conventuelles. Trois colonnes cylindriques reçoivent les arceaux des voûtes au milieu de la salle. Elle a été entièrement restaurée en 1991 et 1999 et protégée par des baies vitrées.

### Tour-lanterne

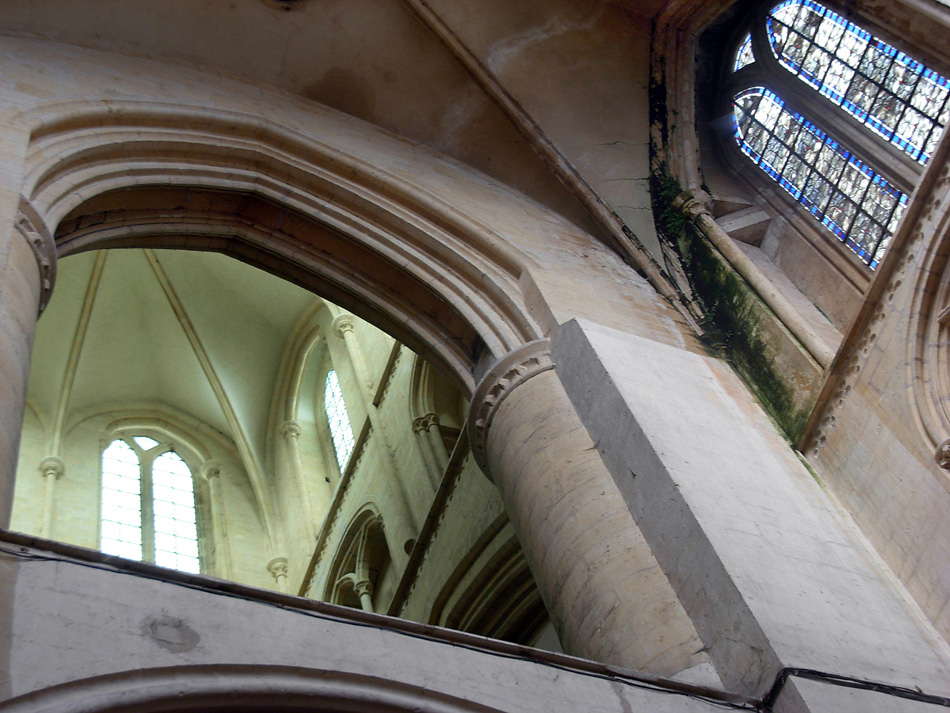
Abbaye de Saint-Pierre-sur-Dives. Nef. Mise en évidence de l'éclairage apporté par les baies de la tour-lanterne.

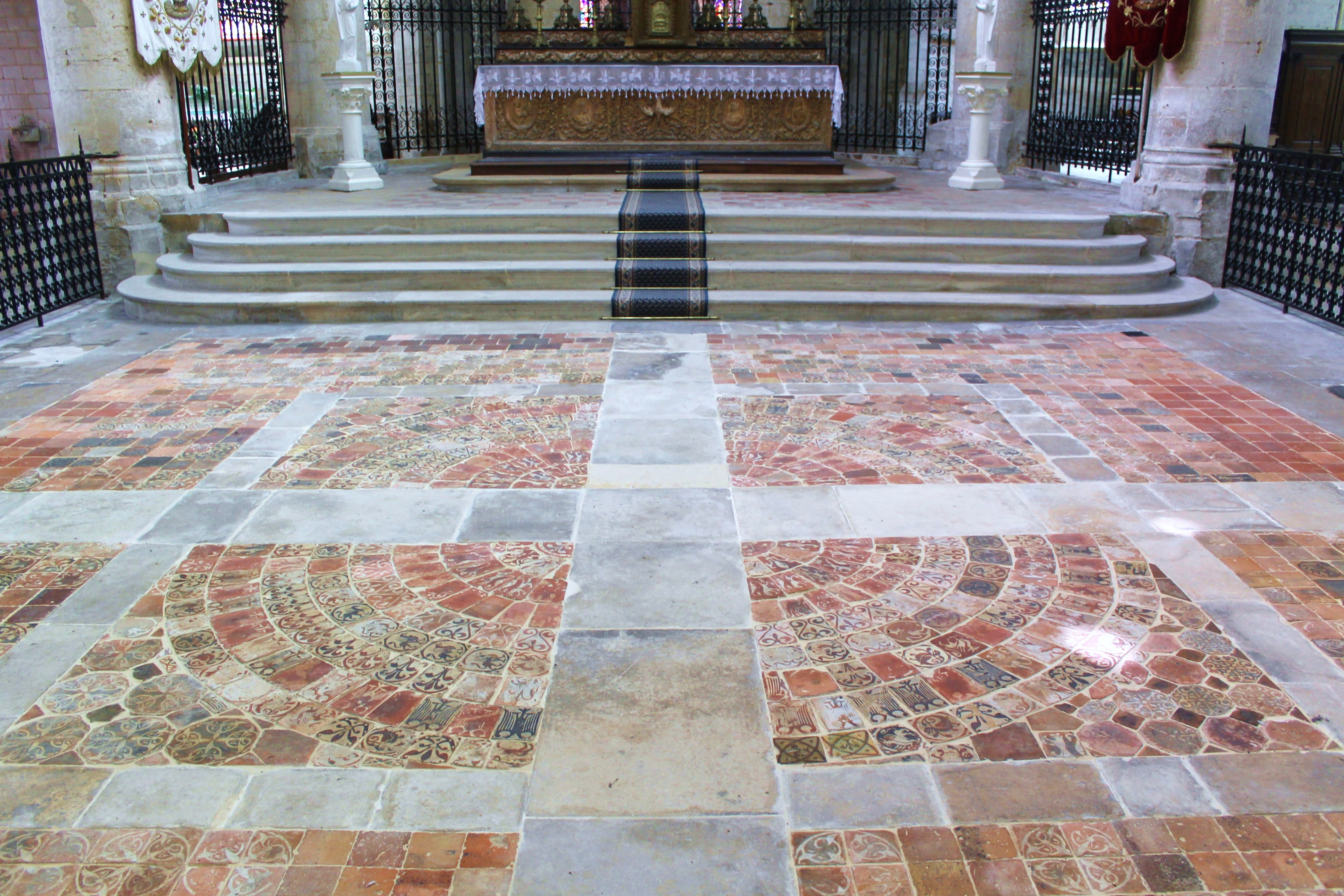
Abbaye de Saint-Pierre-sur-Dives, pavement du XIIIe siècle.

Les bases de la tour-lanterne sont du XIe siècle. Elle s’élève sur deux étages de baies justifiant son nom par la lumière qu’elle apporte à l’édifice. Elle fut restaurée plusieurs fois au cours des siècles.

### Tour Saint-Michel
Clocher XIIe siècle située au sud de la façade, avec quatre étages d’arcatures. Le dernier niveau présente sur chaque face, une baie à arc brisé entourée de quatre oculi. Elle ne servit jamais de clocher, les moines l’utilisaient comme pigeonnier et comme donjon. La flèche, recouverte de tuiles, est du XIIIe siècle.

### Tour nord
Elle fut construite à la fin du XIIIe siècle dans le style gothique. Elle se distingue par les proportions imposantes de ses baies flamboyantes.

### Bâtiments conventuels
Protégé monument historique, les logis conventuels ont été construits par les mauristes aux XVIIe et XVIIIe siècles, sur l'emplacement des premiers bâtiments médiévaux dégradés depuis la guerre de Cent Ans, dont seules les parties basses et les caves voûtées ont été conservées. Les voûtes et les chapiteaux à colonnettes des anciens celliers (MH), vestiges du XIIIe siècle, témoignent encore de la sculpture gothique de cette époque. Malgré la transformation et le percement des façades après la vente des bâtiments à la révolution française, la composition architecturale de la fin du XVIIe et du début du XVIIIe siècle reste lisible. Les bâtiments conventuels sont les derniers à avoir bénéficié d'un classement en monument historique, par arrêté du 12 septembre 2006.

### Le pavement
Aujourd'hui restauré et reposé suivant un calepinage ancien, le pavement du XIIIe siècle du chœur de l'église abbatiale, considéré par Arcisse de Caumont comme l'une des parties les plus intéressantes de l'abbaye est une rosace coupée en quatre par des bandes en pierre calcaire composée de carreaux de formes adaptées à leurs positions et représentant des motifs de cerfs, aigles à deux têtes, chimères, lions et fleurs de lys.

## Protection aux monuments historiques
Au titre des monuments historiques :
- l'église abbatiale est classée par liste de 1862 ;
- la salle capitulaire est classée par arrêté du 6 janvier 1904 ;
- les façades et les toitures des bâtiments conventuels ainsi que la galerie du cloître subsistante sont classées par arrêté du 22 février 1978 ;
- les bâtiments conventuels en totalité, y compris une partie des caves, à l'exclusion des nos 6 et 6 bis sont classés par arrêté du 31 janvier 2006 ;
- les bâtiments conventuels sis aux nos 6 et 6 bis, rue de l’Église, en totalité, y compris les caves sont classées par arrêté du 4 septembre 2006 ;
- les parties suivantes de l'abbaye de Saint-Pierre-sur-Dives : les bâtiments conventuels, l'assiette foncière du passage sud-est, le sol du cloître sont inscrites par arrêté du 20 novembre 2021.

## Parc
Un jardin conservatoire des espèces potagères, d'une surface de 600 m2, a été installé dans ce qui reste du parc de l'abbaye, côté sud.

## Héraldique et sigillographie

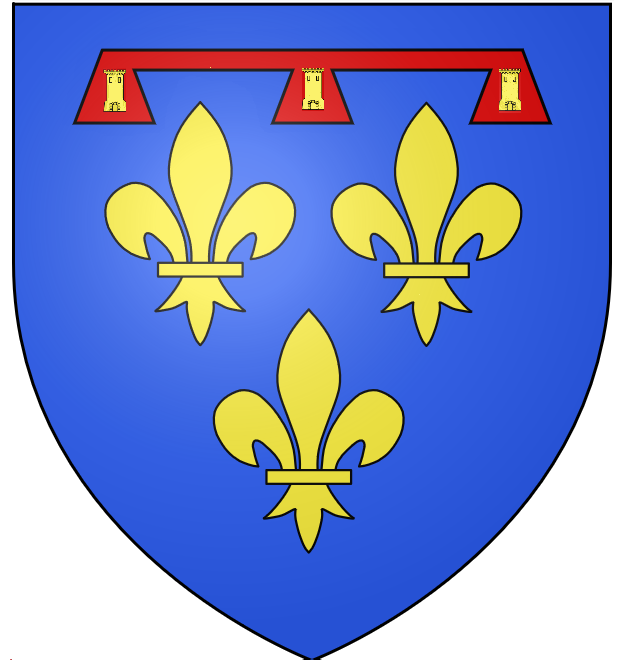

Les armoiries de l'abbaye de Saint-Pierre-sur-Dives : D'azur à trois fleurs de lys, 2 et 1, et un lambel de trois pendants, de gueules, en chef, chaque pendant chargé d'une tour d'or.
Les sceaux :
- sceau en bronze de l'abbaye sauvé à la Révolution et déposé à la Société des antiquaires de Normandie ;
- Sceau et contre-scel de l'abbé Jean et sceau du doyen de l'abbaye de Saint-Pierre-sur-Dives, gravés pour la Société des antiquaires de Normandie[18].